# شش‌ضلعی عرفانی

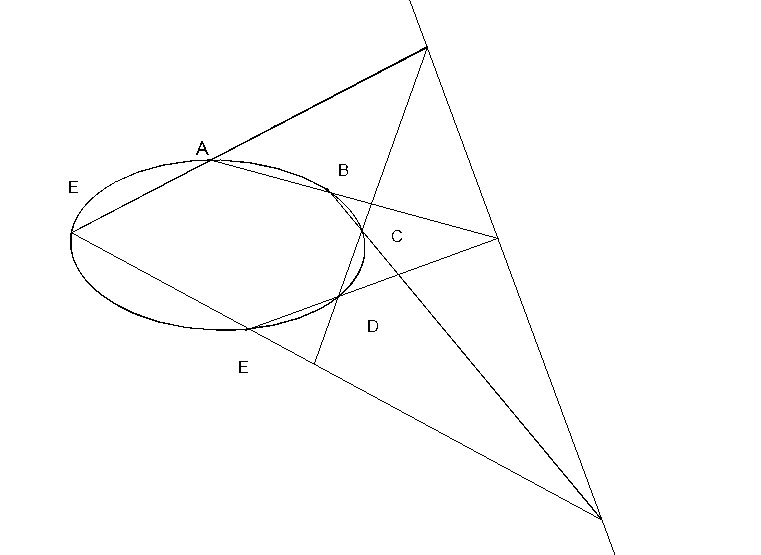
اگر روی یک مقطع مخروطی شش نقطه اختیار کنیم، و A تا F نامگذاری کنیم، نقاط تقاطع AB با DE و BC با EF و CD با FA (جفت‌های متقابل) بر روی یک خط راست قرار دارند و بالعکس.

در هندسه تصویری، قضیهٔ ژیلبرت پاسکال بیان می‌کند که اگر روی یک مقطع مخروطی (دایره، بیضی، سهمی یا هذلولی) شش نقطه اختیار کنیم، و به ترتیب A تا F نامگذاری کنیم، نقاط تقاطع AB با DE و BC با EF و CD با FA (جفت‌های متقابل) بر روی یک خط راست قرار دارند و بالعکس. این قضیه در صفحهٔ اقلیدسی بر قرار است، منتها برای وقتی جفت متقابل موازی یکدیگرند نیاز به رفع اختلاف است.

## تاریخچه

نمایی از قضیه پاسکال.

پاسکال این قضیه را در سن ۱۶ سالگی اثبات کرد البته ابتدا برای دایره استفاده گردید. سپس نشان داده که به وسیلهٔ تصویر کردن مخروطی، قابل تعمیم و تحقیق است. او در کتابی به نام"مقاله دربارهٔ مقاطع مخروطی" نوشته است که توانسته بیش از ۴۰۰ حکم از خواص مقاطع مخروطی -شامل تمام آثار آپولونیوس- را به عنوان فرع و نتیجه از این قضیه استنباط کند. این کتاب منتشر نشده، اما لایب نیتس نسخهٔ خطی آن را دیده است.

## خاصیتی از شش ضلعی عرفانی
در شش ضلعی ABCDEF، اگر AC با BD در G، BE با CF در Hو AE با DF درI یکدیگر را قطع کنند:
{\displaystyle {\frac {\overline {GB}}{\overline {GD}}}\times {\frac {\overline {ID}}{\overline {IF}}}\times {\frac {\overline {HF}}{\overline {HC}}}\times {\frac {\overline {GC}}{\overline {GA}}}\times {\frac {\overline {IA}}{\overline {IF}}}\times {\frac {\overline {HE}}{\overline {HB}}}=1}

## شکل‌های دیگر قضیه پاسکال

شکل‌های قضیه پاسکال

قضیهٔ پاسکال برای ۵،۴ و ۳ نقطه هم صادق است.